# 심잡음
심잡음(영어: heart murmur) 또는 심장 잡음은 심장 내에 와류 (turbulent flow)가 생겨 나는 심음 (heart sound)이다. 심잡음은 심장병이 없는 사람들에게서 나기도 하는데, 이를 생리적 잡음 (innocent murmur)이라 하며, 일반적으로 아무런 문제가 없다. 심잡음은 심장 판막의 협착 또는 불완전한 폐색, 혹은 심장 내의 비정상적인 통로 생성으로 인해 정상적인 혈류가 방해받아 생기기도 한다. 이는 병리적 잡음 (pathologic murmur)으로, 전문가의 관찰이 필요하다.

## 분류
심잡음은 7가지의 특성에 따라 분류한다: 시기 (timing), 형상적 특징 (shape), 부위 (location), 전파/방사 (radiation), 크기 (intensity), 고저 (pitch), 특징 (quality) 등이 그 특성들이다.
- 시기는 심잡음이 수축기 (systole)에 들리는가 이완기 (diastole)에 들리는가를 기준으로 한다. 개중에는 연속잡음 (continuous murmur)이라 하여, 수축기와 이완기에 걸쳐 계속 나는 잡음도 있다.
- 형상적 특징은 시간에 따른 강도의 변화를 일컫는다; 점점 강해지는 것 (crescendo), 점점 약해지는 것 (decrescendo), 혹은 강해졌다 약해지는 것 (crescendo-decrescendo) 등이 있다.
- 부위는 심잡음이 청진 가능한 위치를 얘기한다. 앞쪽 가슴에서 심잡음이 잘 들리는 부위는 6군데가 있다. 이 중 다섯 개는 복장뼈 (sternum)에 붙어있다. 이들 각각은 심장의 특정 부위의 소리와 연관이 깊다. 각각의 위치는 우측 두 번째 갈비사이공간 (intercostal space), 좌측 2~5번째 갈비사이공간, 그리고 다섯 번째 빗장중간 (mid-clavicular) 갈비사이공간이다.
- 전파 또는 방사는 심잡음이 퍼지는 부위이다. 일반적으로 소리는 혈류의 방향을 따라 퍼지게 되어있다.
- 크기는 심잡음의 크기이며, 0에서 6도까지의 척도로 표시된다.
- 고저는 저음, 중음, 고음으로 나뉘며, 청진기의 벨 (bell) 혹은 다이아프램 (diaphragm) 중 어느 부위로 더 잘 들리는가에 따라 나누게 된다.
- 특질의 경우 "부는 듯한", "거친", "우르렁대는", "음악적인" 등 잡음을 묘사하는 말들이다.

그 외 호흡과 자세 등에 따른 변화로도 나누기도 한다.

## 잡음의 등급
| 잡음의 등급 |                                                                          |
| ----------- | ------------------------------------------------------------------------ |
| 등급        | 설명                                                                     |
| 1도         | 아주 희미함                                                              |
| 2도         | 부드러움                                                                 |
| 3도         | 명치부위 (precordium)에 다 들림                                          |
| 4도         | 크고, 촉진 가능함                                                        |
| 5도         | 매우 크고, 촉진 가능함. 청진기를 가슴 위 살짝 띄운 상태에서 들리기도 함. |
| 6도         | 매우 크고, 촉진 가능함. 청진기를 가슴에서 뗀 상태에서 들리기도 함.       |

## 심잡음을 변화시키는 시술
- 들숨은 우측 심실 (ventricle)에 차는 혈액량을 증가시키면서, 배출 시간도 늘리게 된다. 이는 폐동맥판 (pulmonary valve)이 닫히는 시간을 변화시켜 심잡음을 다르게 한다. 이는 카발로 조작 (Carvallo's Maneuver)이라 하는 것으로, 민감도 (sensitivity) 100%에 특이도 (specificity) 80~88%로 우심장에서 일어나는 잡음을 잡아낼 수 있다.[4][5]
- 갑작스러운 기립
- 웅크림
- 발살바 조작 (valsalva maneuver). 한 연구에 따르면 발살바 조작 (코와 입을 막고 숨을 내뱉는 것)은 폐쇄비대심장근육병증 (hypertrophic obstructive cardiomyopathy)으로 인한 심잡음을 65%의 민감도, 96%의 특이도로 잡아낼 수 있다고 한다.[4]
- 손을 꼭 쥐기
- 아질산아밀 (amyl nitrite)
- 메톡사민 (methoxamine)
- 환자의 자세. 예를 들어 왼쪽으로 기운 자세는 승모판 (mitral valve)에서 나는 심잡음이 더 잘 들리게 해준다.

## 심잡음이 일어나는 몇가지 병례
이첨판 (bicuspid valve), 대동맥판 (aortic valve)의 협착 (stenosis)
40~70세의 환자에서 잘 나타남
삼첨판 (tricuspid valve)의 협착
80세 이후의 환자에서 잘 나타남
폐쇄비대심장근육병증 (hypertrophic obstructive cardiomyopathy)
수축기 중간에 거친 심잡음이 들리며, 제4심음 (S4)이 종종 동반된다. 갈려진 경동맥파 (bifid carotid pulse)도 들리는 경우가 많다. 이때의 심잡음은 기립 자세나 발살바 조작으로 커진다.
심실사이막결손 (ventricular septal defect)
수축기 전제에 걸쳐 심잡음이 있으며, 왼쪽 아래 복장뼈 경계에서 가장 잘 들린다.